# كيري نورتن
كيري نورتن (بالإنجليزية: Kerry Norton)‏ هي مغنية وممثلة بريطانية، ولدت في 1973 في Sunbury-on-Thames ‏ في المملكة المتحدة.

## وصلات خارجية
- كيري نورتن على موقع IMDb (الإنجليزية)
- كيري نورتن على موقع ميوزك برينز (الإنجليزية)
- كيري نورتن على موقع أول ميوزيك (الإنجليزية)
- كيري نورتن على موقع ديسكوغز (الإنجليزية)
- كيري نورتن على موقع قاعدة بيانات الفيلم (الإنجليزية)